# Белянський потік (притока Варінки)
Белянський потік (словац. Beliansky potok) — річка в Словаччині, права притока Варінки, протікає в окрузі Жиліна.
Довжина приблизно 8-8.5 км. Витік знаходиться в масиві Мала Фатра — частина Криванська Фатра — схил гори Малий Кривань — на висоті близько 1420 метрів. Протікає територією села Бела.
Впадає у Варінку на висоті приблизно 435 метрів.